# Victoria Zangaro
María Victoria Zangaro Grosso (Montevideo, 31 de julio de 1970) es una conductora de televisión, modelo, empresaria y productora de contenidos uruguaya.

## Biografía
En 1987, fue elegida Miss Uruguay, título con el que participó en el certamen Miss Universo de ese año.
Trabajó en Nueva York y París, de la mano de la agencia Elite Model Management donde trabajó para marcas de primer nivel en el mercado mundial de la moda. Hasta el 2015 cocondujo el magacín Día a Día de VTV junto a Fito Galli. Fue portada de cientos de revistas y publicaciones en 5 continentes y ganó la distinción a mejor conductora de TV dos veces y la mujer más elegante de los Premios Iris.
Entre 1996 y 2011, estuvo casada con Daniel Javier.

El domingo 22 de abril de 2012 contrajo nupcias con el periodista Martín Sarthou, uno de los periodistas y comunicadores más reconocidos de Uruguay, especialista en análisis de la realidad de la política internacional.
Desde abril de 2015 conduce Desayunos informales, programa matutino emitido por Teledoce. En un inicio, trabaja junto a Alejandro Figueredo, Lucía Brocal, Andy Vila, Marcel Keoroglian y Martín Angiolini. Actualmente, lo hace junto a Jorge "Coco" Echagüe, Lucía Brocal, Diego Jokas y Marcel Keoroglian, además se le suma Nadia Fumeiro en los móviles, y Catalina de Palleja con el espacio llamado La Receta.[cita requerida]